# Incentivo perverso
Un incentivo perverso, en la teoría económica y científica, es un incentivo que tiene un resultado inesperado y no intencionado que es contrario a los intereses de los propulsores del incentivo. Los incentivos perversos son un tipo de consecuencias imprevistas.

## Ejemplos
- En Hanói, bajo el dominio colonial francés, un programa que pagaba a la gente una recompensa por cada cola de rata entregada tenía la intención de exterminar a las ratas. En su lugar, esto condujo a la cría de ratas.[1]

- Los huérfanos de Duplessis: entre 1945 y 1960, el gobierno federal canadiense pagaba 70 céntimos al día por huérfano a los orfanatos, y los hospitales psiquiátricos recibían 2,25 dólares al día por paciente. Hasta 20.000 niños huérfanos fueron falsamente certificados como mentalmente enfermos para que instituciones católicas pudieran obtener los 2,25 dólares diarios por paciente.[2][3][4]

- Financiar a los cuerpos de bomberos según el número de llamadas por incendio recibidas es una forma de premiar a aquellos departamentos que realizan la mayor parte del trabajo. Sin embargo, puede disuadirlos de realizar actividades de prevención de incendios, evitando reducir así el número de incendios.[5]

- El paleontólogo del siglo XX G. H. R. von Koenigswald solía pagar a los habitantes de Java por cada fragmento de cráneo de homínido que encontraban. Más tarde descubrió que la gente había estado rompiendo cráneos enteros en pedazos más pequeños para maximizar sus pagos.[6]
- Pagar a los profesionales médicos y reembolsar a los pacientes asegurados por el tratamiento, pero no por la prevención, alienta a ignorar las condiciones médicas hasta que se requiera tratamiento. Además, pagar solo por el tratamiento efectivamente desalienta la prevención (lo que reduciría la demanda de tratamientos futuros y también mejoraría la calidad de vida del paciente). El pago por tratamiento también genera un incentivo perverso para tratamientos innecesarios que podrían ser dañinos, por ejemplo, en forma de efectos secundarios de medicamentos y cirugía. Estos efectos secundarios pueden provocar una demanda de tratamientos adicionales.[7]
- La Ley de Especies en Peligro de Extinción en los Estados Unidos impone restricciones de desarrollo a los propietarios que encuentran especies en peligro de extinción en su propiedad. Si bien esta política tiene buenas intenciones y tiene algunos efectos positivos para la vida silvestre, también fomenta la destrucción preventiva del hábitat (drenaje de pantanos o tala de árboles que podrían albergar especies valiosas) por parte de los propietarios que temen perder el uso de sus tierras debido a la presencia de especies en peligro de extinción.[8]  En algunos casos, las especies en peligro de extinción pueden incluso ser eliminadas deliberadamente para evitar su descubrimiento.
- Proporcionar bonos a los ejecutivos de la compañía por declarar ganancias más altas alentó a los ejecutivos de Fannie Mae y otras grandes corporaciones a inflar declaraciones de ganancias artificialmente y tomar decisiones dirigidas a conseguir ganancias a corto plazo a expensas de la rentabilidad a largo plazo.[9]

- Al construir el primer ferrocarril transcontinental en la década de 1860, el Congreso de los Estados Unidos acordó pagar a los constructores por cada milla de vía establecida. Como resultado, Thomas C. Durant, de Union Pacific Railroad, alargó una sección de la ruta añadiendo innecesariamente millas de vía.[10]
- La "trampa de la asistencia social" ocurre cuando el dinero ganado a través del empleo a tiempo parcial o con un salario mínimo da como resultado una reducción en los beneficios estatales que es mayor que esa cantidad. Esto crea una barrera para que los trabajadores de bajos ingresos vuelvan a ingresar a la fuerza laboral. Los factores subyacentes incluyen una exención total de impuestos para la asistencia pública mientras se grava el ingreso laboral, un patrón de bienestar que paga más por hijo dependiente (mientras que los empleadores tienen prohibido discriminar de esta manera, y sus trabajadores a menudo deben gastar en guarderías), o la pérdida de la elegibilidad para el bienestar para los trabajadores pobres que terminan con otros beneficios probados por medios (planes médicos públicos, dentales o de medicamentos recetados, vivienda subsidiada, asistencia legal) que son costosos de reemplazar a precios de mercado completos. Si la retirada de los beneficios de comprobación de recursos que conlleva ingresar a un trabajo mal remunerado hace que no haya un aumento significativo en el ingreso total o incluso una pérdida neta, entonces esto proporciona un poderoso desincentivo para realizar dicho trabajo.[11]
- Los corredores de bienes raíces tienen un conflicto de intereses inherente con los vendedores que representan porque sus estructuras de comisión habituales los motivan a vender rápidamente en lugar de a un precio más alto. Sin embargo, un corredor que representa a un comprador tiene un claro desincentivo para negociar un precio más bajo en nombre de su cliente, porque simultáneamente negociarán su propia comisión más baja.[12]
- La concesión de créditos de carbono por destruir el gas de efecto invernadero HFC-23 incentivó una mayor fabricación del refrigerante HCFC-22 (clorodifluorometano) cuya producción incluía HFC-23 como subproducto. Este aumento en la producción hizo que el precio del refrigerante disminuyera significativamente, lo que incentivó a las empresas de refrigeración a seguir usándolo, a pesar de los efectos ambientales adversos.[13]
- El gobierno delegado en Irlanda del Norte permitió a los dueños de negocios obtener ganancias garantizadas por 20 años simplemente usando más energía renovable para calentar sus instalaciones en su esquema de Incentivo del calor renovable. Los objetivos declarados del esquema eran reducir el uso de energía y promover el cambio a fuentes verdes.[14]
- Durante la Pandemia de enfermedad por coronavirus de 2019-2020, España no tenía suficientes mascarillas para hacer frente al brote. El gobierno anunció que requisaría todas las mascarillas que llegasen a por la aduana. Esto provocó que muchas empresas y particulares desistiesen de traer mascarillas a España.